# Wilhelmina (królowa Holandii)
Wilhelmina Orańska-Nassau (nid. Wilhelmina Helena Pauline Maria; ur. 31 sierpnia 1880 w Hadze, zm. 28 listopada 1962 w zamku Het Loo) – królowa Niderlandów w latach 1890–1948.

## Życiorys

### Narodziny i chrzest
Urodziła się 31 sierpnia 1880 roku w Pałacu Noordeinde w Hadze jako jedyna córka króla Holandii, Wilhelma III, oraz jego żony, Emmy Waldeck-Pyrmont. Dla swojego ojca była czwartym dzieckiem, dla matki – pierwszym. Król był obecny w czasie porodu swojej córki. Chociaż opinia publiczna była rozczarowana, że na świat przyszła dziewczynka, a nie chłopiec, para królewska była szczęśliwa z narodzin swojego dziecka. Król miał nazwać swoją córkę „pięknym dzieckiem”.
Została ochrzczona 12 października 1880 roku w Willemskerk w Hadze. Otrzymała imiona Wilhelmina Helena Paulina Maria (nid. Wilhelmina Helena Pauline Maria). Pierwsze imię było tradycyjnym imieniem holenderskiej rodziny królewskiej, natomiast następne trzy dziewczynka otrzymała po swoich ciotkach, siostrach matki – Helenie, Paulinie oraz Marii Waldeck-Pyrmont.
Miała trzech przyrodnich braci – Wilhelma (1840–1879), Maurycego (1843–1850) i Aleksandra (1851–1884).

### Królowa Holandii
Kiedy się urodziła, żył jeszcze jej przyrodni brat Aleksander, z małżeństwa jej ojca z Zofią Wirtemberską, i Wilhelmina nie była brana pod uwagę jako przyszła królowa. Jednak jej ojciec przeżył swego syna i zmarł, kiedy dziewczynka miała 10 lat. Na skutek zmian w prawie mogła objąć tron, jednak do uzyskania przez nią pełnoletniości władzę sprawowała jej matka (jako regentka).
W 1901 poślubiła Henryka, księcia Meklemburgii-Schwerinu, o którym mówiono, iż był playboyem i alkoholikiem. Podobno ją zdradzał i miał kilkoro nieślubnych dzieci. Ich jedyne dziecko – Juliana – przyszło na świat 30 kwietnia 1909. Dzień ten był uroczyście świętowany w Holandii, a narodziny Juliany zostały – jak się uważa – odebrane jako cud.

#### II wojna światowa
10 maja 1940 wojska hitlerowskich Niemiec uderzyły na Holandię. Królowa Wilhelmina chciała zostać w kraju – planowała przeniesienie się na południe, do Zelandii, gdzie mogłaby koordynować działania własnych wojsk w oparciu o bazę w miejscowości Breskens, w oczekiwaniu na nadejście alianckiej odsieczy tak, jak król Belgii, Albert I zrobił w czasie I wojny światowej. Opuściła więc Hagę na pokładzie brytyjskiego niszczyciela, który miał ją zawieźć na południe, jednak gdy była na morzu, Zelandia znalazła się pod silnymi nalotami Luftwaffe i uznano, że jej powrót będzie zbyt niebezpieczny. Wilhelminie nie pozostało nic innego niż skorzystać z oferty Jerzego VI i przyjąć azyl w Wielkiej Brytanii. Udała się więc do Wielkiej Brytanii, gotowa wrócić do kraju tak szybko, jak się tylko da.
Holenderskie siły zbrojne skapitulowały 15 maja. Królowa Wilhelmina stanęła na czele holenderskiego rządu na uchodźstwie, ustalając zakresy obowiązków i natychmiast powiadamiając o tym naród. Stosunki między rządem a królową były napięte, a wzajemna niechęć narastała w miarę trwania wojny. Tymczasem Wilhelmina była bardzo popularna i szanowana przez światowych przywódców. Rząd nie miał parlamentu, który mógłby go wspierać, a urzędników niewielu. Premier Dirk Jan de Geer uważał, że alianci przegrają wojnę i zamierzał wynegocjować z Niemcami separatystyczny układ pokojowy. W tej sytuacji Wilhelmina nie widziała innego wyjścia, jak zdymisjonować premiera.
W okupowanej Holandii posiadanie jej zdjęcia było oznaką oporu przeciw okupantom. Królowa Wilhelmina regularnie nadawała audycje do narodu na falach Radio Oranje. Nazywała w nich Hitlera „nieprzyjacielem całej ludzkości”. Jej nocne audycje były z napięciem oczekiwane i słuchane, mimo że było to nielegalne. Dziennik „New York Times” opublikował informację obrazującą, jak bardzo była ważna dla swych poddanych: Mimo że obchodzenie urodzin królowej było przez nazistów zakazane, wszyscy czcili je jak święto. Gdy podczas mszy wierni z małej rybackiej mieściny Huizen wstali i odśpiewali z tej okazji tylko jeden wers hymnu narodowego „Wilhelmus van Nassauwe”, miasto musiało zapłacić 60 000 guldenów kontrybucji.
Królowa Wilhelmina odwiedziła Stany Zjednoczone w dniach 24 czerwca – 11 sierpnia 1942 na zaproszenie amerykańskiego rządu. Spędziła wakacje w Lee w stanie Massachusetts, odwiedziła Nowy Jork i Boston. 5 sierpnia 1942, jako pierwsza królowa w dziejach Ameryki, wystąpiła przed obiema izbami Kongresu. W czerwcu 1943 odwiedziła również Kanadę, gdzie w Ottawie uczestniczyła w chrzcinach swej wnuczki, księżniczki Margriet.
Podczas wojny królowa ledwie uniknęła śmierci podczas bombardowania, w którym zginęło kilku ochroniarzy, a jej wiejska posiadłość w Anglii została poważnie uszkodzona. W 1944 Wilhelmina, jako druga kobieta w historii, została odznaczona Orderem Podwiązki. Churchill mawiał o niej, że jest to jedyny prawdziwy mężczyzna wśród przedstawicieli rządów na wychodźstwie w Londynie.

#### Późniejsze lata
W roku 1945 powróciła triumfalnie do Holandii. Trzy lata później – 4 września 1948, po 58 latach i 50 dniach rządów – chora Wilhelmina abdykowała na rzecz córki, Juliany. Zmarła 28 listopada 1962 roku w Het Loo.

## Upamiętnienie
Na jej cześć nazwano krążownik pancernopokładowy Hr.Ms. „Koningin Wilhelmina der Nederlanden”.

## Tytulatura
Z Bożej łaski Wilhelmina, królowa Niderlandów

## Odznaczenia
- Order Wojskowy Wilhelma – Wielka Mistrzyni w latach 1890–1948[7][8][9]
- Order Lwa Niderlandzkiego – Wielka Mistrzyni w latach 1890–1948[8][9]
- Order Oranje-Nassau – Wielka Mistrzyni w latach 1892–1948 (fundator)[7][8][9]
- Order Domowy Orański – Wielka Mistrzyni w latach 1905–1948 (fundator)[7][8][9]
- Order Domowy Nassauski Lwa Złotego – Wielka Mistrzyni w latach 1905–1948
- Krzyż Zasługi Niderlandzkiego Czerwonego Krzyża[8]
- Order Królowej Marii Luizy (1890, Hiszpania)[10][8][9]
- Order Wiktorii i Alberta (1898, Wlk. Brytania)[9]
- Order Korony Wendyjskiej (1901, Meklemburgia)[9]
- Order Korony Dębowej (1914, Luksemburg)[9]
- Order Słońca (Persja)[9]
- Order Dobroczynności (Turcja)[8][9]
- Order Świętej Katarzyny Męczennicy (Rosja)[9]
- Order Orła Białego (Serbia)[9]
- Order Domowy Chakri (Syjam)[9]
- Order Zbawiciela (Grecja)[8]
- Order Maltański[9]
- Order Leopolda (Belgia)[9]
- Order Legii Honorowej (Francja)[9]
- Order Skarbu Korony (Japonia)[9]
- Order Krzyża Południa (Brazylia)[8]
- Order Zasługi Juana Pablo Duarte (Dominikana)[8]
- Order Zasługi Piotra Fryderyka Ludwika (Oldenburg)[9]
- Order Elżbiety (Austria)[9]
- Order Świętej Elżbiety (Portugalia)[9]
- Wstęga Trzech Orderów (Portugalia)[9]:
  - Order Chrystusa (Portugalia)[8]
  - Order Świętego Benedykta z Avis (Portugalia)[8]
  - Order Świętego Jakuba od Miecza (Portugalia)[8]
- Order Królowej Ludwiki (Prusy)[9]
- Order Gwiazdy (Rumunia)[9]
- Order Henryka Lwa (Brunszwik)[8]
- Krzyż Zasługi Japońskiego Czerwonego Krzyża[8]
- Order Gwiazdy Jerzego Czarnego (Jugosławia)[8]
- Order Oswobodziciela (Wenezuela)[8]
- Order Pionierów Republiki (Liberia)[8]
- Order Domowy Lippeński (Lippe-Detmold)[8]
- Order Ludwika (Hesja)[8]
- Order Doskonałości (Egipt)[8]
- Order Świętego Olafa (Norwegia)[8]
- Order Orła Azteckiego (Meksyk)[8]
- Order Karola I (Rumunia)[8]
- Order Salomona (Etiopia)[8]
- Order Królewski Serafinów (1922, Szwecja)[8]
- Order Słonia (1922, Dania)[8]
- Order Orła Białego (1923, Polska)[11][8]
- Order Lwa Białego (1929, Czechosłowacja)[12]
- Order Białej Róży Finlandii (1932, Finlandia)[13]
- Order Podwiązki (1944, Wlk. Brytania)[14]

## Genealogia
| Prapradziadkowie                                       | Stadhouder Zjednoczonych Prowincji Wilhelm V Orański (1748-1806) ∞1767 Wilhelmina Pruska (1751–1820)   | Król pruski Fryderyk Wilhelm II Hohenzollern (1744–1797) ∞1769 Fryderyka Luiza Hessen-Darmstadt (1751–1805) | Car Rosji Piotr III Romanow (1728–1762) ∞1745 Caryca Rosji Katarzyna II Wielka (1729–1796)   | Książę Fryderyk Eugeniusz Wirtemberski (1732–1797) ∞1753 Fryderyka Dorota Zofia z Brandenburgii-Schwedt (1736–1798) | Jerzy I Waldeck-Pyrmont (1747–1813) ∞ Augusta von Schwarzburg-Ebeleben (1766–1849)          | Wiktor II von Anhalt-Bernburg-Schaumburg-Hoym (1767–1812) ∞1793 Amalia Nassau-Weilburg (1776–1841) | Książę Fryderyk Wilhelm Nassau-Weilburg (1768–1816) ∞1788 Luiza Izabela Kirchberg (1772–1827) | Paweł Wirtemberski (1785–1852) ∞1805 Charlotta Wettyn (1787–1847)                           |
| Pradziadkowie                                          | Król Zjednoczonych Niderlandów Wilhelm I Oranje-Nassau (1772–1843) ∞1791 Wilhelmina Pruska (1774–1837) | Król Zjednoczonych Niderlandów Wilhelm I Oranje-Nassau (1772–1843) ∞1791 Wilhelmina Pruska (1774–1837)      | Car Rosji Paweł I Romanow (1754–1801) ∞1776 Zofia Wirtemberska (1759–1828)                   | Car Rosji Paweł I Romanow (1754–1801) ∞1776 Zofia Wirtemberska (1759–1828)                                          | Jerzy II Waldeck-Pyrmont (1789–1845) ∞1823 Emma Anhalt-Bernburg-Schaumburg-Hoym (1802–1858) | Jerzy II Waldeck-Pyrmont (1789–1845) ∞1823 Emma Anhalt-Bernburg-Schaumburg-Hoym (1802–1858)        | Wilhelm Nassau-Weilburg (1792–1839) ∞1829 Paulina Wirtemberska (1810–1856)                    | Wilhelm Nassau-Weilburg (1792–1839) ∞1829 Paulina Wirtemberska (1810–1856)                  |
| Dziadkowie                                             | Król Holandii Wilhelm II Oranje-Nassau (1792–1849) ∞ 1816 Anna Pawłowna Romanowa (1795–1865)           | Król Holandii Wilhelm II Oranje-Nassau (1792–1849) ∞ 1816 Anna Pawłowna Romanowa (1795–1865)                | Król Holandii Wilhelm II Oranje-Nassau (1792–1849) ∞ 1816 Anna Pawłowna Romanowa (1795–1865) | Król Holandii Wilhelm II Oranje-Nassau (1792–1849) ∞ 1816 Anna Pawłowna Romanowa (1795–1865)                        | Jerzy Wiktor Waldeck-Pyrmont (1831–1893) ∞1853 Helena Wilhelmina Nassau (1831–1888)         | Jerzy Wiktor Waldeck-Pyrmont (1831–1893) ∞1853 Helena Wilhelmina Nassau (1831–1888)                | Jerzy Wiktor Waldeck-Pyrmont (1831–1893) ∞1853 Helena Wilhelmina Nassau (1831–1888)           | Jerzy Wiktor Waldeck-Pyrmont (1831–1893) ∞1853 Helena Wilhelmina Nassau (1831–1888)         |
| Rodzice                                                | Król Holandii Wilhelm III Oranje-Nassau (1817–1890) ∞ 1839 Emma Waldeck-Pyrmont (1858–1934)            | Król Holandii Wilhelm III Oranje-Nassau (1817–1890) ∞ 1839 Emma Waldeck-Pyrmont (1858–1934)                 | Król Holandii Wilhelm III Oranje-Nassau (1817–1890) ∞ 1839 Emma Waldeck-Pyrmont (1858–1934)  | Król Holandii Wilhelm III Oranje-Nassau (1817–1890) ∞ 1839 Emma Waldeck-Pyrmont (1858–1934)                         | Król Holandii Wilhelm III Oranje-Nassau (1817–1890) ∞ 1839 Emma Waldeck-Pyrmont (1858–1934) | Król Holandii Wilhelm III Oranje-Nassau (1817–1890) ∞ 1839 Emma Waldeck-Pyrmont (1858–1934)        | Król Holandii Wilhelm III Oranje-Nassau (1817–1890) ∞ 1839 Emma Waldeck-Pyrmont (1858–1934)   | Król Holandii Wilhelm III Oranje-Nassau (1817–1890) ∞ 1839 Emma Waldeck-Pyrmont (1858–1934) |
| Wilhelmina Oranje-Nassau (1880–1962), królowa Holandii | | |                                                                                              | |                                                                                             | |                                                                                               |                                                                                             |